# Barbro Thorblad
Maria Barbro Thorblad, född 1949, är en svensk jurist och ämbetsman.
Thorblad blev hovrättsassessor i Svea hovrätt 1984 och var rättssakkunnig och utredningssekreterare i Arbetsmarknadsdepartementet 1984-1988. Hon var från 1988 rådman och från 1993 chefsrådman i Göteborgs tingsrätt. Thorblad blev hovrättslagman i Hovrätten för Västra Sverige 2000 och var lagman i Malmö tingsrätt 2002–2008. Hon var generaldirektör för Domstolsverket från 2008–2014.
Thorblad är även ledamot i Domarnämnden, ordförande i Notarienämnden och avdelningsordförande i Allmänna reklamationsnämnden. Hon har även haft flera utredningsuppdrag, till exempel i Utredningen om översyn av Ekobrottsmyndigheten, Utredningen om sekretess hos utlandsmyndigheterna, samt Utredningen om förtroende och kvalitet i domstolarna.